# توو فار
«توو فار» هي أحد أغاني الفنانة الأسترالية كايلي مينوغ.